# Gonomyia gratilla
Gonomyia gratilla är en tvåvingeart som beskrevs av Alexander 1934. Gonomyia gratilla ingår i släktet Gonomyia och familjen småharkrankar. Inga underarter finns listade i Catalogue of Life.